# Eremophila koobabbiensis
Eremophila koobabbiensis är en flenörtsväxtart som beskrevs av Chinnock. Eremophila koobabbiensis ingår i släktet Eremophila och familjen flenörtsväxter. Inga underarter finns listade i Catalogue of Life.